# Mesocapromys angelcabrerai
Mesocapromys angelcabrerai é uma espécie de roedor da família Capromyidae.
Endêmica de Cuba, onde é encontrada apenas nos Cayos de Ana Maria, Província de Ciego de Ávila. Outra população pode ser encontrado na ilha de Cuba, próxima a Jucaro Este.